# Prisoner of Ice
Prisoner of Ice (distribuito anche come Call of Cthulhu: Prisoner of Ice) è un'avventura grafica sviluppata nel 1995 da Infogrames. Basata sui Miti di Cthulhu, in particolare su Alle montagne della follia di Howard Phillips Lovecraft.
Inizialmente pubblicato per MS-DOS e Windows, nel 1997 è stato convertito per Sega Saturn e PlayStation e distribuito esclusivamente in Giappone. Nel 2015 Atari ha prodotto una versione per macOS e Linux disponibile su GOG.com.

## Trama
La storia comincia in Antartide, negli anni trenta: il tenente Ryan, un giovane militare statunitense a bordo di un sottomarino, l'HMS Victoria, partecipa ad una missione di salvataggio di un prigioniero dei nazisti. Durante il viaggio vengono caricate anche due casse marchiate "top-secret", che contengono un terribile segreto. Inoltre incontreremo anche John Parker, il protagonista di Shadow of the Comet, altro titolo ispirato ai miti di Cthulhu.